# Apoballis mutata
Apoballis mutata är en kallaväxtart som först beskrevs av Benedetto Scortechini och Joseph Dalton Hooker, och fick sitt nu gällande namn av S.Y.Wong och Peter Charles Boyce. Apoballis mutata ingår i släktet Apoballis och familjen kallaväxter. Inga underarter finns listade.